# Hamadryas chloe
Hamadryas chloe là một loài cracker butterfly thuộc họ Nymphalidae. Nó được tìm thấy ở Surinam, Peru, Colombia, Bolivia và Brasil.

## Phụ loài
- Hamadryas chloe chloe (Surinam, Peru, Colombia)
- Hamadryas chloe daphnis (Peru, Bolivia)
- Hamadryas chloe rhea (Brazil)
- Hamadryas chloe obidona (Brazil)

## Hình ảnh

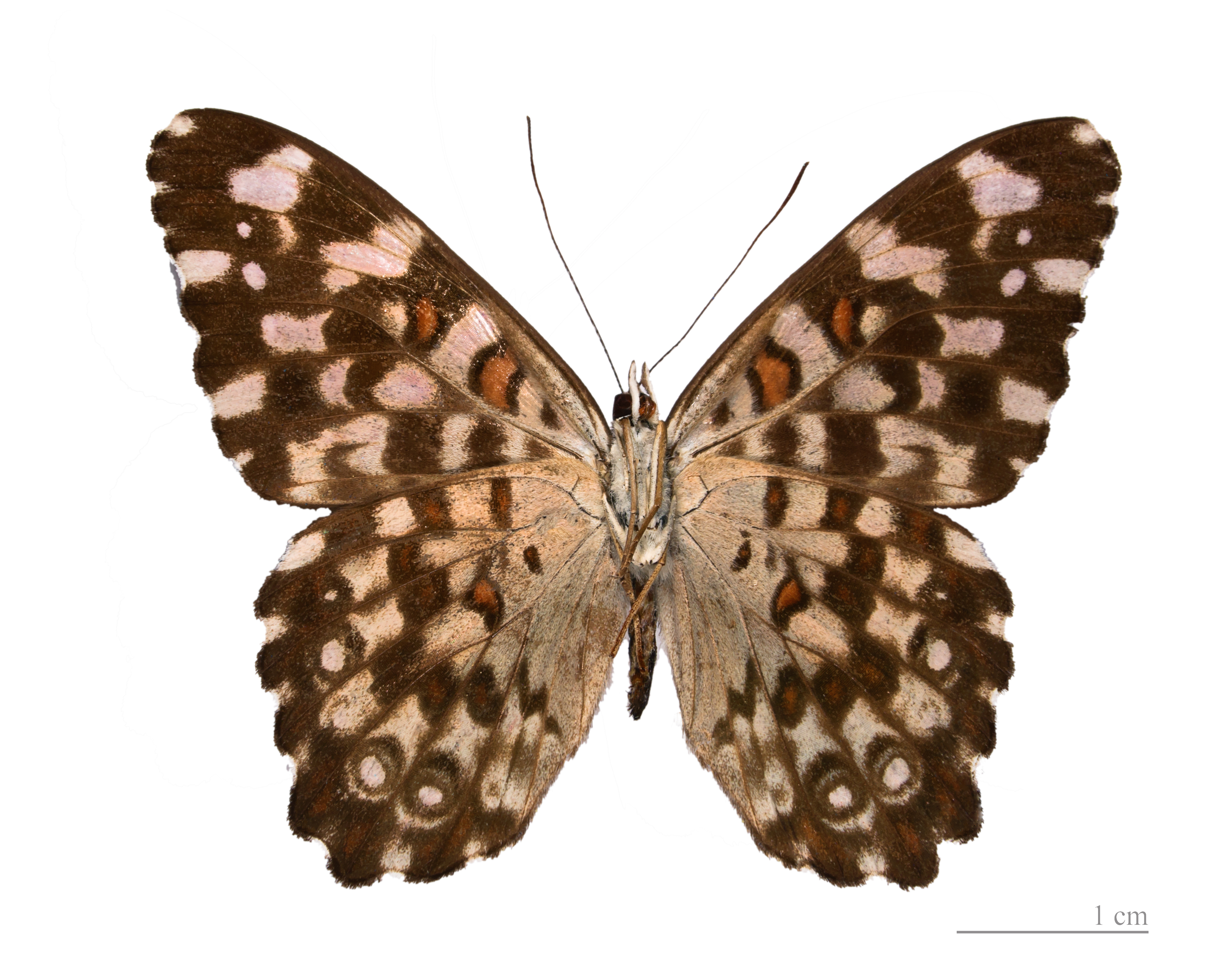
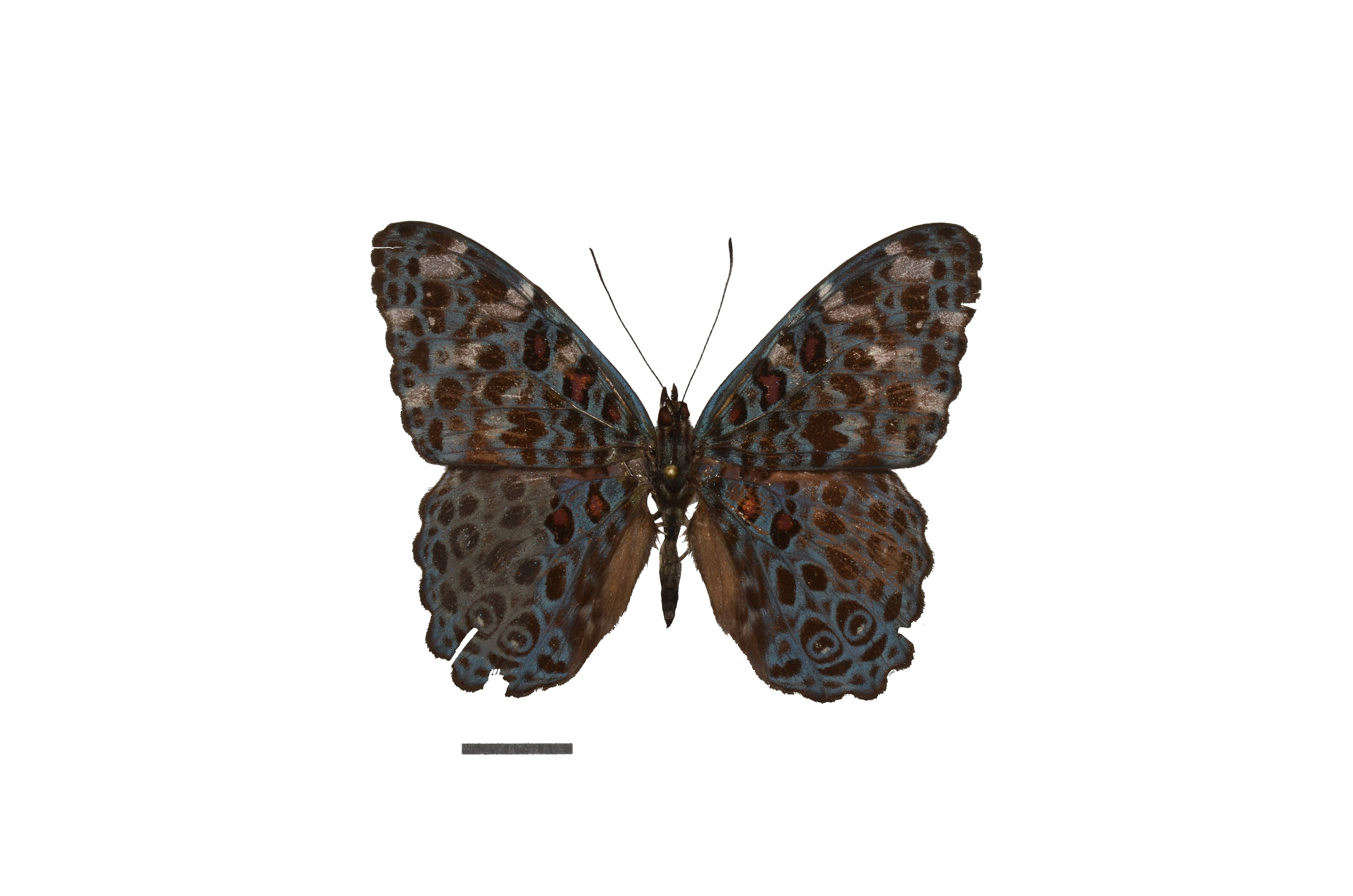